# ベーツァー
ベーツァー（בֵּיצָה bēytzāh）とは卵を意味するヘブライ語の単語。

## 聖書におけるデータ
ミクラーは鳥の卵（申命記 22:6）、毒蛇の卵（イザヤ書 59:5, A. V., "צֶפַע　basilisk, cockatrice"）、
ダチョウが暖かい砂に卵を置き去りにするという事実（ヨブ記 39:14）についても言及している。
巣から母鳥と雛を同時に採らないことが人間的なミツワーとして申命記 22:6 に書かれているが、マイモニデスは「迷える者への手引き」のなかで、このような状況下での母親の苦痛が計り知れないことを書いている。これは母猿断腸の故事を思い起こさせる。
またミツワーでは狩猟をせず、生きた動物の突出部分を食べることをしない（後者はノアの子のミツワーにも入っている）が、これらはユダヤ人や異教徒への暴力を厭う思想を生んできた。
イザヤ書 10:14 において、アッシリア王の姿が、「諸民族を略奪するもの」として描かれ、アッシリア王が「;וַתִּמְצָא כַקֵּן יָדִי, לְחֵיל הָעַמִּים, וְכֶאֱסֹף בֵּיצִים עֲזֻבוֹת, כָּל-הָאָרֶץ אֲנִי אָסָפְתִּי　私の手が鳥の巣を奪うように、諸民族の手に伸びた …」と書かれ、それに対し「לָכֵן יְשַׁלַּח הָאָדוֹן יְהוָה צְבָאוֹת, בְּמִשְׁמַנָּיו--רָזוֹן; וְתַחַת כְּבֹדוֹ יֵקַד יְקֹד, כִּיקוֹד אֵשׁ.　万軍の主なる神は太った者の中に衰弱を送り … 燃えさせられる」（同 10:16）と結ばれている。

## ラビ文学にて
ラビによれば（フッリーン 64-a）、聖別され穴を開けた鳥の卵は食べることができる。

## 料理
- 卵（イディッシュ語）　ey [ei] （ドイツ語 Ei [ai]）
- 卵焼き　bēytziyyôth
- 目玉焼き　chăbhīthāh, khavita

なお、肉（死） fleyshik と乳（生命） milkhik を完全に分けるが、雛鳥は乳を出さないので、雛鳥は肉には含まれない。